# Pargny-lès-Reims
Pargny-lès-Reims è un comune francese di 367 abitanti situato nel dipartimento della Marna nella regione del Grand Est.

## Società

### Evoluzione demografica
Abitanti censiti